# Széll-kastély (Rátót)
A rátóti Széll-kastély a nemzeti örökség részét képező, 1890 körül elkészült épület. Vas vármegyében, az osztrák határtól 12,5 km-re található. Korábbi tulajdonosa Széll Kálmán egykori miniszterelnök volt.

## A kastély története
1865-ben vásárolt Rátóton birtokot Széll József, melyen egy földszintes udvarház állt. Ezt fia, Széll Kálmán 1890-ben Hauszmann Alajos tervei alapján reprezentatív, 18 szobás kastéllyá építtette át. Gyakran megfordult itt Deák Ferenc is, aki a hagyomány szerint 13 fát ültetett az aradi vértanúk  emlékére.
A Láhn-patak partján álló fák közül mára már öt elpusztult, helyükre újakat ültettek.
A kastély jól átvészelte a második világháborút, de ezután az ország többi kastélyához hasonló sorsra jutott. Hatalmas könyvtárát, levelezési anyagait, berendezését nagyrészt széthordták. Előbb gépállomás, majd kultúrház, később iskola működött benne.
2003-ban vásárolta meg a kastélyt egy befektető cég, és teljesen felújította az épületet. A rátóti Széll Kálmán kastélyban, jelenleg klinika-hotel működik.